# 斯托尼克里克鎮區 (北卡羅萊納州卡斯韋爾縣)
斯托尼克里克鎮區（英語：Stoney Creek Township）是位於美國北卡羅萊納州卡斯韋爾縣的一個鎮區。

## 地方資料
斯托尼克里克鎮區的面積為139.60平方千米，皆為陸地。根據2020年美國人口普查的數據，當地共有人口3850人，而人口密度為每平方千米27.58人。